# ستيف جيرفيتسون
ستيفن (بالإنجليزية: Steve Jurvetson)‏ أو ستيف جيرفيتسون ( ولد في 1 مارس 1967 ) هو رجل أعمال أمريكي ومستثمر رأس مالي . وهو الآن شريك في مجموعة درابر فيشر جيرفيتسون (DFJ)  وهي شركة أمريكية مستثمرة حتي الآن في 23 مشروع بأكثر من مليار دولار  مثل بايدو , سكايب , تويتر وتيسلا موتورز .
ويعتبر ستيف من أكبر المستثمرين في شركة أوت لوك .كوم ( الهوت ميل ). وقام بتوجيه المجموعة للإستثمار في تريدكس للتكنولوجيا , سبيس إكس, شركة جينوم، بلانت لابس و تيسلا موتورز  أيضا .
وهو المالك الأول لسيارة تيسلا طراز إس , والمالك الثاني لسيارة تيسلا موديل إكس بعد إيلون ماسك.

## السيرة المهنية

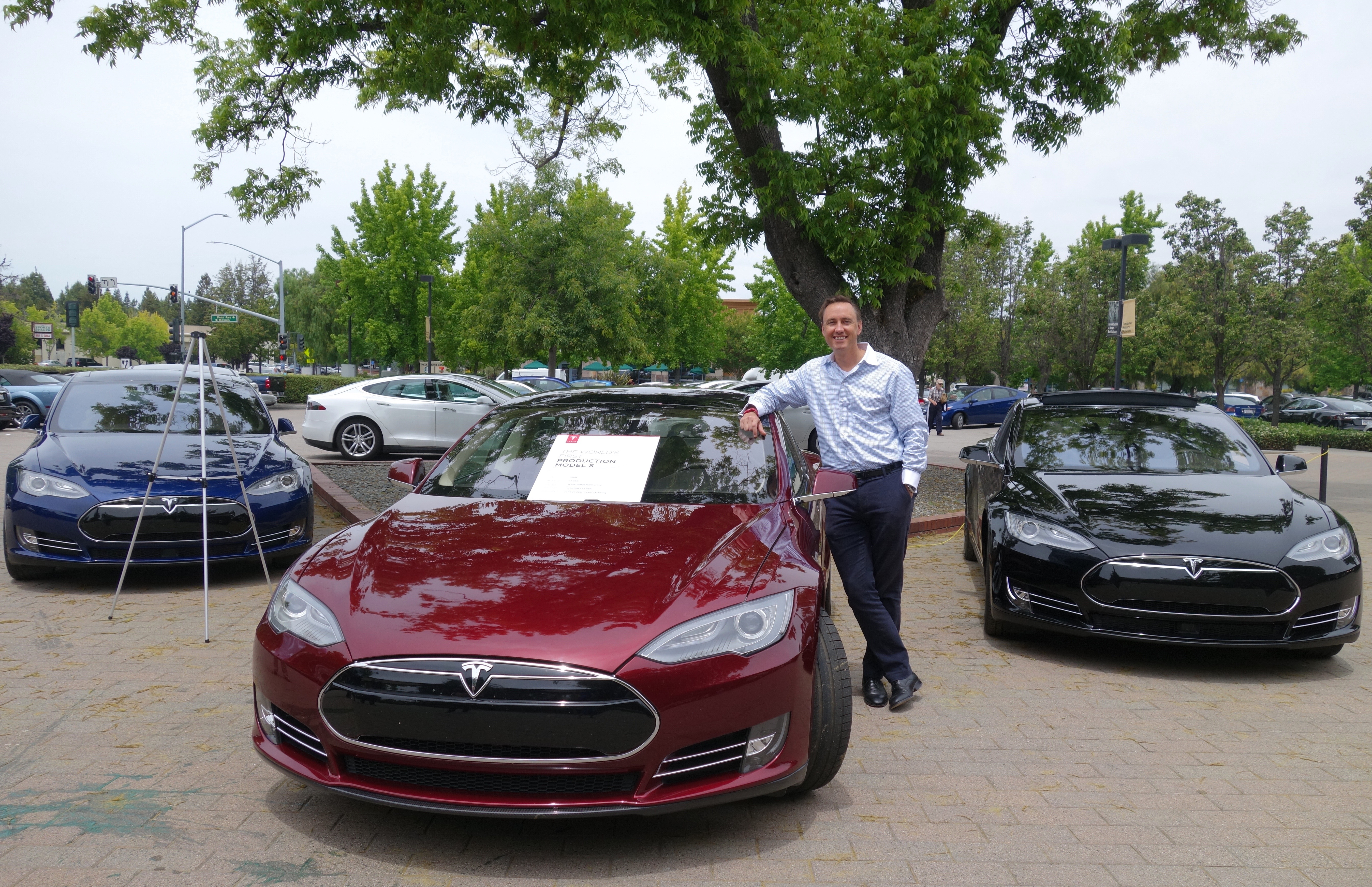
أول سيارة تيسلا طراز إس مع مالكها ستيف جيرفيتسون

تخرج ستيف من مدرسة سان مارك في مدينة دالاس في ولاية تكساس عام 1985 . ومن جامعة ستانفورد تخرج ستيف بعد انتهائه من دراسه الهندسة الكهربائية في عامين ونصف. وتخرج الأول على دفعته . وحصل على ماجستير في الهندسة الكهربائية وماجستير في إدارة الأعمال .
ثم عمل كمستشار في شركة باين آند كومباني (Bain & Company) ( وهي شركة متخصصة في الاستشارات الإدارية ) , وقام بوضع استراتيجيات جديدة للتسويق والمبيعات والهندسة والأعمال التنفيذية لمجموعة واسعة من الشركات في البرنامج، وصناعة الشبكات، صناعة أشباه الموصلات.
وكانت بداية التحاقه بمجموعة درابر فيشر جيرفيتسون (DFJ) بعد انتهائه من السنة الثانية في كلية إدارة الأعمال . وأصبح شريكا بعد إثبات موهبته في العديد من الاستثمارات .
وكان اسم ستيف جيرفيتسون ضمن أفضل المستثمرين تبعا لمجلة فوربس لعام 2011 , 2012 , 2013 , وعام 2014 .

## نظرة عن حياته
فر والد ستيف من أسيتونا إلي ألمانيا وتزوج من مهاجرة اسيونيه أخرى . وبالرغم من استخدام اللغة الاستونية إلا أن ستيف لم يتعلم تلك اللغة .

## وصلات خارجية
- DFJ:Steve Jurvetson Bio
- Jurvetson's blog "The J Curve"
- Photoblog on Flickr
- Speaking at Stanford University
- "Model rocketry" TED2007